# Alistair Vane-Tempest-Stewart, 9. Marquess of Londonderry
Alexander Charles Robert Vane-Tempest-Stewart, 9. Marquess of Londonderry, genannt Alistair Vane-Tempest-Stewart, (* 7. September 1937; † 20. Juni 2012) war ein britischer Peer und Mitglied des House of Lords.

## Leben
Alistair Vane-Tempest-Stewart war der Sohn Robin Vane-Tempest-Stewart, 8. Marquess of Londonderry (1902–1955) und dessen Ehefrau Romaine Combe († 1951). Sein Vater war Politiker und von 1931 bis 1945 für die Unionisten Abgeordneter des House of Commons für den Wahlkreis Down. Sein Großvater war der britische Politiker Charles Vane-Tempest-Stewart, 7. Marquess of Londonderry.
Er hatte zwei ältere Schwestern, Jane (* 1932) und Annabel (* 1934). Seine Mutter starb 1951 an einem Mundhöhlenkarzinom. Sein Vater gab sich daraufhin dem Alkohol hin, wurde zum chronischen Alkoholiker und starb an einem Leberversagen. 1955, nach dem Tode seines Vaters, erbte Alistair Vane-Tempest-Stewart im Alter von 18 Jahren den Titel des Marquess of Londonderry.
Er besuchte das Eton College in Eton in der Grafschaft Berkshire. Während seiner Zeit dort gründete und leitete er eine Jazzband, mit dem Namen The Eton Five. Als Titelerbe und Erbe des Familienbesitzes war Alistair Vane-Tempest-Stewart eine klassische Universitätsausbildung verwehrt. Er betrieb daraufhin Privatstudien, lernte Französisch, Italienisch und Deutsch und wurde ein Kenner der Europäischen Literatur. Er studierte privat bei Egon Petri in den Vereinigten Staaten und wurde ein angesehener Pianist. Er galt hervorragender Interpret der Klaviermusik von Franz Liszt. Bereits früh förderte er die Komponisten und Pianisten John Ogdon und Leslie Howard. Er setzte das Familienanwesen Wynyard Park, ein herrschaftliches Landhaus in der Grafschaft County Durham, instand und nahm umfangreiche Renovierungsarbeiten vor. 1987 musste er schließlich, aus Kostengründen, das Anwesen an den Geschäftsmann John Hall, den früheren Präsidenten des Fußballclubs Newcastle United, verkaufen.
Kurz nachdem er Titelerbe geworden war, sorgte er für einen Skandal, als er in einem Brief an die Wochenzeitung The New Statesman die Monarchie angriff. Er kritisierte die britische Königsfamilie, die lediglich „ihr Zahnpasta-Lächeln auflege, ihre neuesten Frisuren zur Schau stelle und ihren beklagenswerten Geschmack für Mode beweise“;  einige Tage später entschuldigte er sich jedoch unterwürfig für seine „schlechten Manieren“.
In den 1960er Jahren erwarb er ein Landhaus in der Toskana, das er renovierte. Nach dem Verkauf von Wynyard Park zog er nach Dorset. Er starb am 20. Juli 2012 im Alter von 74 Jahren.

## Mitgliedschaft im House of Lords
Mit dem Tod seines Vaters erbte er 1955 auch den Sitz seines Vaters im House of Lords. Er war von Oktober 1955 bis November 1999 formales Mitglied des House of Lords. Er nahm seinen Sitz jedoch niemals ein. Er verlor seinen Sitz mit dem House of Lords Act 1999.

## Familie
Alistair Vane-Tempest-Stewart war zweimal verheiratet. Am 16. Mai 1958 heiratete er die damals 17-jährige Nicolette Elaine Katherine Harrison, die Tochter des Börsenmaklers Michael Harrison und dessen Ehefrau, der in Lettland geborenen Baronesse Maria Madeleine Benita von Koskull (1902–2004). Während der Ehezeit wurden insgesamt drei Kinder geboren, die Töchter Sophia (* 1959) und Cosima (* 1961) und ein Sohn, James, der den Höflichkeitstitel Viscount Castlereagh trug. Bluttests ergaben später, dass James nicht der leibliche Sohn von Alistair Vane-Tempest-Stewart  war. James’ leiblicher Vater war der britische Musiker und Sänger Georgie Fame. Die Ehe zwischen Alistair Vane-Tempest-Stewart und Nicolette Elaine Katherine Harrison wurde 1971 geschieden; Harrison und Fame heirateten 1972. Im August 1993 beging Nicolette Harrison Selbstmord durch einen Sprung von der Clifton Suspension Bridge in Bristol.
Seine Tochter Cosima Vane-Tempest-Stewart behauptete später, Alistair Vane-Tempest-Stewart sei ebenfalls nicht ihr leiblicher Vater; ihr Vater sei vielmehr der Nachtclub-Pianist und Schriftsteller Robin Douglas-Home (1932–1968), Neffe des früheren britischen Premierministers Alec Douglas-Home und ein enger Freund von Prinzessin Margaret, der an einer Überdosis Tabletten starb.
Am 10. März 1972 heiratete Alistair Vane-Tempest-Stewart zum zweiten Mal; seine zweite Ehefrau wurde Doreen Wells, frühere Primaballerina des Royal Ballet. Aus der Ehe gingen zwei Söhne hervor, Frederick Aubrey Vane-Tempest-Stewart, Viscount Castlereagh (* 1972), der ihn als 10. Marquess beerbte, und Reginald Alexander Vane-Tempest-Stewart (* 1977).